# العلاقات الإيرانية الفرنسية
العلاقات الإيرانية الفرنسية هي العلاقات الدولية بين فرنسا وإيران. تتمتع إيران بشكل عام بعلاقة ودية مع فرنسا منذ العصور الوسطى. اشتهرت رحلات جان باتست تافرنييه بشكل خاص إلى الدولة الصَّفويّة الفارسية. لدى فرنسا سفارة في طهران ولدى إيران أيضًا سفارة في باريس.
توترت العلاقات بين البلدين في الآونة الأخيرة بسبب رفض إيران وقف تخصيب اليورانيوم، ودعم فرنسا إحالة إيران إلى مجلس الأمن التابع للأمم المتحدة.

## العلاقات الاقتصادية
كانت فرنسا سادس أكبر مورد لإيران في عام 2005، وذلك بنسبة 6.25% من الحصة السوقية من الصادرات إلى إيران. تُعد إيران العميل السابع والعشرين لفرنسا (ثالث أكبر عميل في الشرق الأوسط). تتركز 55% من الصادرات الفرنسية في قطاع السيارات. تُعد الشركات الفرنسية نشطة للغاية في مجال صناعة النفط، والنقل بالسكك الحديدية والنقل البحري، والقطاع المالي. تتمثل أغلب الواردات الإيرانية بالنفط الخام، وإن 3% من إجمالي واردات المواد الهيدروكربونية الفرنسية تأتي من إيران. وقع وزير التجارة الخارجية الفرنسي المفوض في طهران على اتفاق متبادل لحماية وتشجيع الاستثمار في 12 مايو عام 2003، ودخل هذا الاتفاق حيز التنفيذ في 13 نوفمبر عام 2004.
ذهب وزير التجارة الإيراني، السيد محمد شريع مداري، بزيارة رسمية إلى فرنسا من 20 حتى 23 يناير عام 2004. ذهب وزير الخارجية الفرنسي للنقل والبحر، السيد فرانسوا غولارد، إلى إيران في 20 يونيو عام 2004 بمناسبة استئناف رحلات الخطوط الجوية الفرنسية بين باريس وطهران. ستحدد القضية النووية أي تغيير في مناخ الأعمال في إيران. أكدت فرنسا وشركاؤها الأوروبيون لإيران على الآفاق الواعدة التي ستنجم عن حل تفاوضي. التدهور الحالي للأزمة النووية يمكن أن يضر بتعاون فرنسا الاقتصادي مع إيران على المدى الطويل.
يعود تعاون شركة إيران خودرو مع شركة بيجو الفرنسية إلى أكثر من عقدين، وشكلت سبعة تصاميم مختلفة من سيارات بيجو حوالي 64% من إجمالي 542 ألف سيارة ركاب وشاحنات صغيرة أنتجتها شركة إيران خودرو في عام 2007. أصدرت شركة إيران خودرو وثاني أكبر شركة سيارات إيرانية، شركة سايبا، سيارة لوغان في مشروع مشترك مع شركة رينو الفرنسية.

## علاقات دبلوماسية

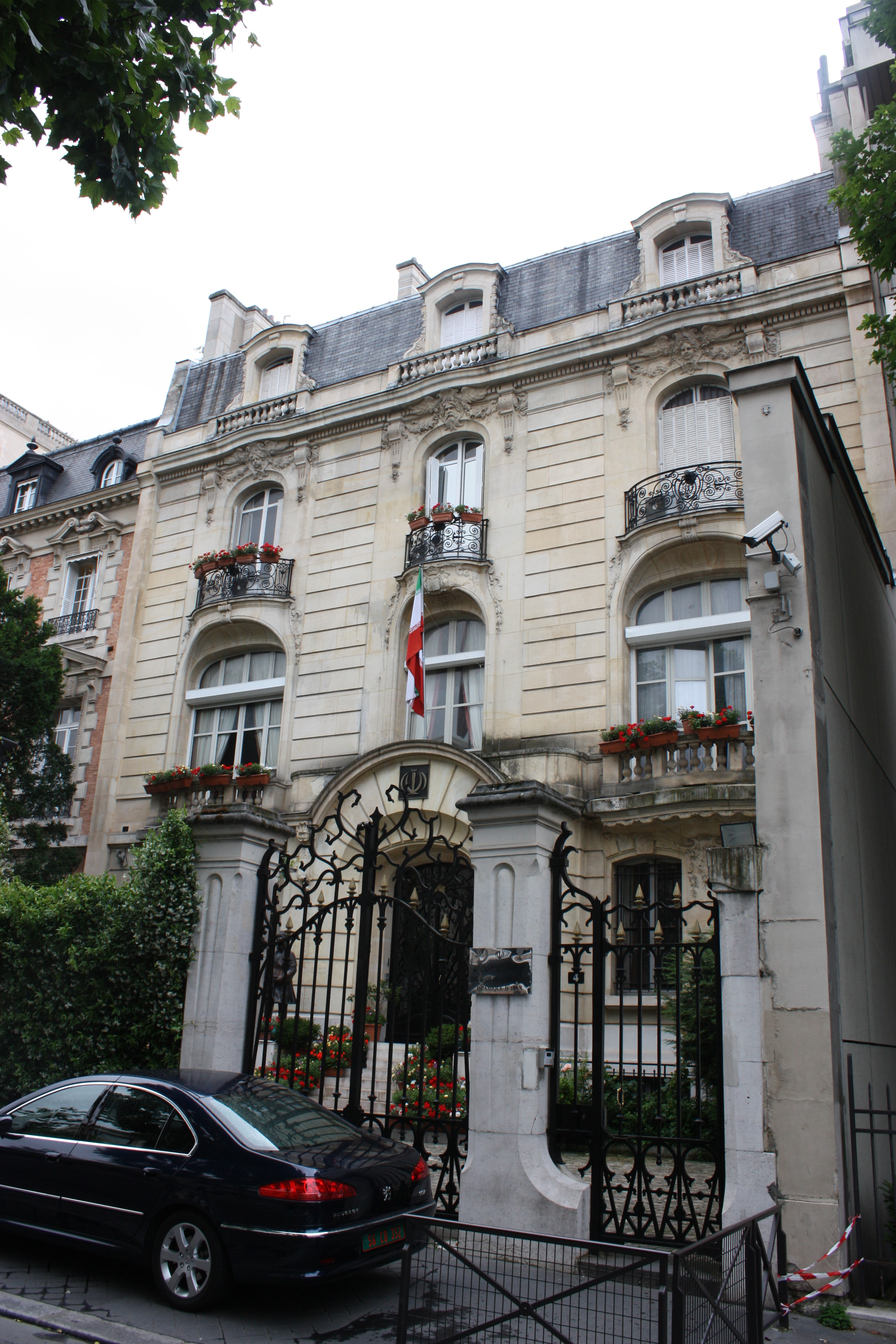
السفارة الإيرانية في باريس

كانت آخر الزيارات الثنائية للقادة السياسيين خلال النصف الأول من عام 2005:
- التقى الرئيس خاتمي بالرئيس الفرنسي في باريس في 5 أبريل عام 2005، على هامش مؤتمر بليونسكو، حيث ألقى خطابًا حول الحوار بين الحضارات. استقبل الوزير نظيره الإيراني السيد كمال خرازي الذي كان يرافق الرئيس الإيراني.
- ذهب السيد خافيير داركوس، الوزير المفوض للتعاون والتنمية والفرنكوفونية، إلى طهران وبام في الفترة منذ 22 حتى 23 مايو عام 2005.

أدان الرئيس الفرنسي بشدة الإعلانات التي أدلى بها الرئيس الإيراني، والتي تروج لتدمير إسرائيل وإبطال الاعتراف بالإبادة الجماعية النازية. استُدعي سفير إيران إلى وزارة الخارجية في 27 أكتوبر عام 2005 بشأن هذه المسألة. أعربت الحكومة الفرنسية عن قلقها للحكومة الإيرانية بشأن وضع حقوق الإنسان في إيران. منح رئيس الوزراء في 12 ديسمبر عام 2005 جائزة حقوق الإنسان الفرنسية لزوجة عماد الدين باقي، المنشق الإيراني الذي يناضل من أجل حقوق السجناء وضد عقوبة الإعدام في إيران.
استدعت وزارة الخارجية القائم بالأعمال الإيراني إلى باريس في أغسطس عام 2005 للتعبير عن مخاوفها بشأن مصير الصحفي أكبر غانجي ومحاميه السيد سلطاني (الذي حصل على جائزة حقوق الإنسان الفرنسية في ديسمبر عام 2003 نيابة عن مركز الدفاع عن حقوق الإنسان، والذي ترأسته السيدة شيرين عبادي الحائزة على جائزة نوبل للسلام)، وذلك في سياق سياستها الداعمة للمدافعين عن حقوق الإنسان.
ترك سفير إيران في باريس، السيد صادق خرازي، منصبه في 22 نوفمبر عام 2005. استلم علي أهاني منصب السفير الجديد في عهد الرئيس أحمدي نجاد وبعده.
تراجعت العلاقات الفرنسية الإيرانية في السنوات الأخيرة. قُبِل بعض قادة حركة مجاهدي خلق في فرنسا، وشنوا حملات نشطة ضد النظام الإسلامي. أصبحت العلاقة أكثر إثارة للجدل منذ انتخاب الرئيس أحمدي نجاد في عام 2005. حذر جاك شيراك في مقابلة في يناير عام 2007 قائلًا: «إن أطلقت إيران سلاحًا نوويًا ضد دولة مثل إسرائيل، فسيؤدي ذلك إلى تدمير طهران بشكل فوري»، لكنه تراجع عن أقواله بسرعة. دعمت فرنسا مرشحي المعارضة الذين خسروا الانتخابات عند إعادة انتخاب أحمدي نجاد في عام 2009. عاش المخرج الإيراني محسن مخملباف في فرنسا خلال جولة إعادة الانتخابات في عام 2009، ونشر دعاية معادية للحكومة وروج للثورة المخملية الخضراء. اتهمت إيران السفارة الفرنسية أيضًا لدورها في التحريض بعد الانتخابات عن طريق موظفي سفارتها في طهران.
وصفت صحيفة كيهان الإيرانية اليومية السيدة الفرنسية الأولى كارلا بروني ساركوزي بأنها «عاهرة» في أواخر أغسطس عام 2010، وذلك بعد أن أدانت عقوبة الرجم على سكينة محمدي آشتياني بتهمة الزنا في رسالة مفتوحة، إلى جانب العديد من المشاهير الفرنسيين. دعت الصحيفة لاحقًا إلى إعدام بروني لدعمها سكينة آشتياني، ولما وصفته الصحيفة بفساد بروني الأخلاقي لامتلاكها العديد من العلاقات خارج إطار الزواج. حاول المسؤولون الإيرانيون أن ينأوا بأنفسهم عن هذا الموقف العنيف، وانتقد متحدث باسم وزارة الخارجية الفرنسية التعليقات بأنها «غير مقبولة»، وذلك على الرغم من أن صحيفة كيهان هي صحيفة تحت سقف الدولة تابعت السباب العلني ضد بروني إلى جانب بعض وسائل الإعلام الأخرى التي تديرها الحكومة الإيرانية. وجدت الحادثة طريقًا لها بسرعة إلى السياسة الداخلية الإيرانية.
وصف الرئيس الإيراني حسن روحاني، في مكالمة هاتفية مع الرئيس الفرنسي إيمانويل ماكرون في 10 أبريل عام 2019، وضع الحرس الثوري الإسلامي الإيراني في المنظمات الإرهابية الأجنبية الأمريكية بأنه استفزازي للغاية.

## العلاقات الثقافية والعلمية والتقنية
تُدار علاقات التعاون في سياق الترتيب العام المؤرخ في 14 سبتمبر عام 1993 والترتيب الثقافي المؤرخ في 31 يناير 1999. وحُدِّدت أربع أولويات:
- تعزيز الشراكات بين الجامعات والتدريب الفرنسي المتقدم. فرنسا هي سادس دولة رائدة من حيث استضافة العلماء الإيرانيين. جُمِعت المواقف الداعمة للتعاون الجامعي التي أبدتها السفارة في طهران (الترحيب بالطلاب وتوجيههم، وتحسين المهارات اللغوية، وتوفير فرص التواصل مع العلماء السابقين) في مركز للمعلومات الجامعية والتبادل.
- زيادة تعليم اللغة الفرنسية في التعليم الثانوي والعالي في إيران. قدمت العديد من المدارس الثانوية العامة في إيران دروسًا في اللغة الفرنسية في خريف عام 2003.
- استخدم العديد من الإيرانيين الكلمات الفرنسية وأوجه التشابه اللغوي.
- تعزيز الشراكات العلمية (علم الزلازل، وعلم الأحياء، والعلوم البيئية، والتخطيط الحضري، والعلوم الإنسانية والاجتماعية، والطب البيطري) بما يتوافق مع قواعد التيقظ والتمويل المشترك الإيراني. انتهى برنامج عمل متكامل مدته سنتان (يدعى جنديسابور) في يوليو عام 2004.
- تنمية ثنائية الاتجاه في الحوار الثقافي. تقدم السفارة خدمات الترجمة والنشر التطوعية وتنظم فعاليات ثقافية وعلمية. يُعد معهد الأبحاث الفرنسي في إيران مركز الأبحاث الأجنبي الوحيد المصرح له بالمشاركة في نشر المعلومات حول الثقافة الإيرانية.

## استطلاعات
ينظر 7% فقط من الفرنسيين إلى تأثير إيران بشكل إيجابي، و82% منهم بشكل سلبي، وذلك وفقًا لاستطلاع أجرته شبكة البي بي سي العالمية في عام 2012. رأى مسح مركز بيو للأبحاث للمواقف العالمية لعام 2012 أن 14% من الفرنسيين ينظرون إلى إيران بشكل إيجابي، و86% منهم بشكل سلبي. يعارض 96% من الفرنسيين امتلاك إيران للأسلحة النووية، و74% يوافقون على تطبيق «عقوبات أشد» على إيران، بينما يؤيد 51% استخدام القوة العسكرية لمنع إيران من تطوير أسلحة نووية.

## 2016
أفادت وكالة تسنيم الإيرانية للأنباء في 10 ديسمبر عام 2016 أن واردات فرنسا من إيران في الأشهر التسعة الأولى من عام 2016 أظهرت ارتفاعًا بمقدار 34 ضعفًا مقارنة بالفترة المماثلة من عام 2015.

## مقارنة بين البلدين
هذه مقارنة عامة ومرجعية للدولتين:
| وجه المقارنة                                              | إيران                    | فرنسا                                                    |
| --------------------------------------------------------- | ------------------------ | -------------------------------------------------------- |
| المساحة (كم2)                                             | 1.65 مليون               | 643.80 ألف                                               |
| عدد السكان (نسمة)                                         | 79.97 مليون              | 67.12 مليون                                              |
| الكثافة السكانية (ن./كم²)                                 | 48.47                    | 104.26                                                   |
| العاصمة                                                   | طهران                    | باريس                                                    |
| اللغة الرسمية                                             | لغة فارسية               | لغة فرنسية                                               |
| العملة                                                    | ريال إيراني              | يورو، فرنك س ف ب، فرنك فرنسي، Livre tournois ‏            |
| الناتج المحلي الإجمالي (بليون دولار)                      | 439.51 مليار             | 2.58 تريليون                                             |
| الناتج المحلي الإجمالي (تعادل القوة الشرائية) بليون دولار | 1.36 تريليون             | 2.87 تريليون                                             |
| الناتج المحلي الإجمالي الاسمي للفرد دولار أمريكي          |                          | 36.20 ألف                                                |
| الناتج المحلي الإجمالي للفرد دولار أمريكي                 |                          | 39.33 ألف                                                |
| مؤشر التنمية البشرية                                      | 0.766                    | 0.888                                                    |
| رمز المكالمات الدولي                                      | +98                      | +33                                                      |
| رمز الإنترنت                                              | .ir،                     | .fr، .bzh ‏، .tf، .re، .wf، .yt، .pm، .paris              |
| المنطقة الزمنية                                           | ت ع م+03:30، توقيت إيران | أوروبا/باريس ‏، توقيت وسط أوروبا، توقيت وسط أوروبا الصيفي |

## مدن متوأمة
في ما يلي قائمة باتفاقيات التوأمة بين مدن إيرانية وفرنسية:
- ترتبط فاغارشابات مع إيسي ليه مولينو باتفاقية توأمة منذ 1989.[17][17][18][18]

## منظمات دولية مشتركة
يشترك البلدان في عضوية مجموعة من المنظمات الدولية، منها:
| علم المنظمة | اسم المنظمة                        | تاريخ انضمام إيران | تاريخ انضمام فرنسا |
| ----------- | ---------------------------------- | ------------------ | ------------------ |
|             | مؤسسة التنمية الدولية              | 10 أكتوبر 1960     | 30 ديسمبر 1960     |
|             | يونسكو                             | 6 سبتمبر 1948      | 4 نوفمبر 1946      |
|             | وكالة ضمان الاستثمار متعدد الأطراف | 15 ديسمبر 2003     | 28 ديسمبر 1989     |
|             | الأمم المتحدة                      | 24 أكتوبر 1945     | 24 أكتوبر 1945     |
|             | الفريق المعني برصد الأرض           | ?                  | ?                  |
|             | الاتحاد البريدي العالمي            | ?                  | ?                  |
|             | البنك الدولي للإنشاء والتعمير      | 29 ديسمبر 1945     | 27 ديسمبر 1945     |
|             | المنظمة الهيدروغرافية الدولية      | ?                  | ?                  |
|             | منظمة حظر الأسلحة الكيميائية       | ?                  | ?                  |
|             | مؤسسة التمويل الدولية              | 28 ديسمبر 1956     | 20 يوليو 1956      |
|             | منظمة الشرطة الجنائية الدولية      | ?                  | ?                  |

## أعلام
هذه قائمة لبعض الشخصيات التي تربطها علاقات بالبلدين:
- مرجان ساترابي (22 نوفمبر 1969[24][25][26] – )

## وصلات خارجية
- موقع وزارة الخارجية الإيرانية
- موقع وزارة الخارجية الفرنسية